# ناجارا تاونسند
ناجارا تاونسند (بالإنجليزية: Najarra Townsend)‏ هي ممثلة وعارضة أزياء أمريكية. ولدت يوم 5 ديسمبر 1989 في سانتا باربارا في الولايات المتحدة.

## روابط خارجية
- ناجارا تاونسند على موقع IMDb (الإنجليزية)
- ناجارا تاونسند على موقع ألو سيني (الفرنسية)
- ناجارا تاونسند على موقع أول موفي (الإنجليزية)
- ناجارا تاونسند على موقع قاعدة بيانات الأفلام السويدية (السويدية)
- ناجارا تاونسند على موقع قاعدة بيانات الفيلم (الإنجليزية)
- ناجارا تاونسند على موقع كينوبويسك (الروسية)